# Glencoe (Luisiana)
Glencoe es un lugar designado por el censo ubicado en la parroquia de St. Mary en el estado estadounidense de Luisiana. En el Censo de 2010 tenía una población de 211 habitantes y una densidad poblacional de 123,06 personas por km².

## Geografía
Glencoe se encuentra ubicado en las coordenadas 29°48′40″N 91°40′13″O / 29.81111, -91.67028. Según la Oficina del Censo de los Estados Unidos, Glencoe tiene una superficie total de 1.71 km², de la cual 1.71 km² corresponden a tierra firme y (0%) 0 km² es agua.

## Demografía
Según el censo de 2010, había 211 personas residiendo en Glencoe. La densidad de población era de 123,06 hab./km². De los 211 habitantes, Glencoe estaba compuesto por el 12.32% blancos, el 77.25% eran afroamericanos, el 0% eran amerindios, el 1.9% eran asiáticos, el 0% eran isleños del Pacífico, el 4.74% eran de otras razas y el 3.79% pertenecían a dos o más razas. Del total de la población el 1.9% eran hispanos o latinos de cualquier raza.